# Фіншгафен
Фіншгафен (англ. Finschhafen) — містечко в Папуа Новій Гвінеї, адміністративний центр однойменного району у провінції Моробе. Розташоване у центрально-східній частині папуанської половини острова Нова Гвінея, регіон Момасе.

## Географія
Громада лежить на східному узбережжі провінції на півострові Гуон.

### Клімат
Селище знаходиться у зоні, котра характеризується вологим тропічним кліматом.
| Клімат Фіншгафена             | Клімат Фіншгафена | Клімат Фіншгафена | Клімат Фіншгафена | Клімат Фіншгафена | Клімат Фіншгафена | Клімат Фіншгафена | Клімат Фіншгафена | Клімат Фіншгафена | Клімат Фіншгафена | Клімат Фіншгафена | Клімат Фіншгафена | Клімат Фіншгафена | Клімат Фіншгафена |
| Показник                      | Січ.              | Лют.              | Бер.              | Квіт.             | Трав.             | Черв.             | Лип.              | Серп.             | Вер.              | Жовт.             | Лист.             | Груд.             | Рік               |
| Середній максимум, °C         | 29                | 29                | 29                | 28                | 27                | 26                | 25                | 25                | 26                | 27                | 28                | 28                | 27,3              |
| Середня температура, °C       | 25                | 25                | 25                | 24                | 23                | 23                | 22                | 22                | 23                | 23                | 24                | 24                | 23,6              |
| Середній мінімум, °C          | 22                | 22                | 21                | 21                | 20                | 20                | 19                | 19                | 19                | 20                | 20                | 21                | 20,3              |
| Норма опадів, мм              | 286.9             | 288.7             | 282.4             | 291.2             | 286.6             | 270.5             | 366.9             | 344.8             | 325.7             | 316.7             | 285.6             | 268.6             | 3614.6            |
| Днів з дощем                  | 10                | 10                | 12                | 11                | 10                | 10                | 13                | 11                | 11                | 11                | 10                | 10                | 129               |
| Вологість повітря, %          | 75                | 74                | 76                | 79                | 80                | 81                | 83                | 83                | 82                | 79                | 78                | 76                | 78.8              |
| ----------------------------- | ----------------- | ----------------- | ----------------- | ----------------- | ----------------- | ----------------- | ----------------- | ----------------- | ----------------- | ----------------- | ----------------- | ----------------- | ----------------- |
| Джерело: World Weather Online |                   |                   |                   |                   |                   |                   |                   |                   |                   |                   |                   |                   |                   |